# 1920 Sarmiento
Az 1920 Sarmiento (ideiglenes jelöléssel 1971 VO) egy kisbolygó a Naprendszerben. James B. Gibson, Carlos Ulrrico Cesco fedezte fel 1971. november 11-én.